# Kapoli K.Chapoli, Khanapur
Kapoli K.Chapoli là một làng thuộc tehsil Khanapur, huyện Belgaum, bang Karnataka, Ấn Độ.